# Mairie de Croix
Mairie de Croix – stacja metra w Lille, położona na linii 2. Znajduje się w miejscowości Croix. Stacja obsługuje merostwo gminy.
Została oficjalnie otwarta 18 sierpnia 1999, pod nazwą Croix – Mairie.